# جولین هورنوس
جولین هورنوس (انگلیسی: Julien Hornuss؛ زادهٔ ۱۲ ژوئن ۱۹۸۶) بازیکن فوتبال اهل فرانسه است.
از باشگاه‌هایی که در آن بازی کرده‌است می‌توان به باشگاه فوتبال ویارئال و باشگاه فوتبال میلتون کینز دونز اشاره کرد.